# Orcisto
Orcisto (em latim: Orcistus) foi uma cidade, bispado e agora sé titular da província romana da Galácia Secunda, situada ao sul da atual Ortaköy (anteriormente Aliquel Iaila), na província turca de Acsarai.

## Estatuto da cidade
Orcisto foi mencionada na Tabula Peutingeriana. Estava situada na intersecção de quatro estrava e fazia parte da Diocese da Ásia e deve ter pertencido a Frígia ou Galácia. Seu nome deriva da tribos dos óreos que habitava nas planícies na fronteira leste da Frígia. De início era independente, mas foi anexada a Nacoleia no final do século III. Teve sua independência restaurada pelo imperador Constantino (r. 306–337) a quem os habitantes apelaram em 325. Ele acatou o pedido em 331. Ele fala deles como "apoiantes da mais sagrada religião", uma sentença ambígua que pode talvez se referir ao cristianismo. A pequena cidade de Malcetenos fazia parte de seu território. Em 451, estava na Galácia Secunda ou Salutar, talvez desde a formação daquela província ca. 386-95.

## Bispado
No século V, foi uma sé episcopal, como mostra a participação de bispos de Orcisto no Primeiro Concílio do Éfeso de 431 (bispo Dômno), Concílio da Calcedônia de 451 (bispo Longuinho) e Concílio Quinissexto (bispo Segerma). Até o século XIII, a sé de Orcisto continuou a ser mencionada na Notitiae Episcopatuum como sufragânea de Pessino, a sé metropolitan da Galácia Secunda. Ela está inclusa na lista de sés titulares da Igreja Católica.